# Cyril Moussilmani
 (janvier 2014).
Pour les articles homonymes, voir Moussilmani.
Cyril Moussilmani est un véliplanchiste français né le 22 décembre 1979 à Marseille. Depuis 1998, Cyril pratique la planche à voile et participe à de nombreuses compétitions (slalom, course de vitesse...). Son numéro de voile est F-71. Il a fait partie de l'Équipe de France de Funboard.

## Palmarès
- Vice-champion du monde de slalom en 2014
- 4e mondial PWA 2011
- 3e mondial PWA 2010
- Champion de France de vitesse en 2009[réf. nécessaire]
- 7e mondial en slalom en 2009 avec 2 podiums durant de l'année
- 1er de la coupe du monde de vitesse (Speed) en 2008[réf. nécessaire]
- 5e mondial en Slalom PWA en 2008
- Champion de France en Speed en 2008
- 8e mondial PWA Slalom en 2007
- 6e mondial PWA slalom en 2006
- 12e mondial PWA wave en 2006
- Vice-champion du Monde de Super X en 2005[réf. nécessaire]
- 4e mondial en Super X en 2004
- Champion de France 2004[réf. nécessaire]
- Vice-champion de France 2003, 2002, 2001[réf. nécessaire]
- Champion de France 2000[réf. nécessaire]

## Partenaires
- Severne
- Starboard
- Mystic